# Wendlandia tonkiniana
Wendlandia tonkiniana är en måreväxtart som beskrevs av Charles-Joseph Marie Pitard. Wendlandia tonkiniana ingår i släktet Wendlandia och familjen måreväxter.
Artens utbredningsområde är Vietnam. Inga underarter finns listade i Catalogue of Life.